# Charles Pence Slichter
Charles Pence Slichter (Ithaca, 21 de janeiro de 1924 – 19 de fevereiro de 2018) foi um físico estadunidense.